# Ак-Булак (горнолыжный курорт)
Горнолыжный курорт Ак-Булак (каз. Ақ-Бұлақ, буквальное значение — «белый родник», «чистый источник») расположен 40 км восточнее Алматы в предгорьях Заилийского Алатау на высоте 1600 метров над уровнем моря, за городом Талгар. Является аккредитованной тренировочной базой для спортсменов.

## Характеристика
Климат — умеренный. Средняя температура летом находится в пределах 15-25 градусов по Цельсию выше нуля, зимой — от −2 до −15 градусов ниже нуля.
Имеются 6 трасс различного уровня сложности: от начинающих до любителей фрирайда. Общая протяжённость трасс для катания составляет 14 км. Максимальная крутизна склона достигает 55-и градусов. На территории курорта функционируют 5 подъемников: 2 кресельных подъемника, 1 гондольный подъемник, 1 бугельный подъемник и 1 детский подъемник. Производители подъемников: Doppelmayr (Австрия) и Leitner (Италия). Самая большая протяжённость подъемника достигает 2351 м. При недостаточном количестве снега на склонах присутствует возможность включения искусственного оснежения трасс.

## События
17 февраля 2022 года на территории курорта лыжника накрыло снежной лавиной. В это время проводились профилактические мероприятия по предупреждению лавин. Лыжник пересек границу, за которую нельзя было выезжать в целях безопасности. В итоге лыжник оказался накрыт снежной волной, однако специалисты, отвечающие за безопасность, мгновенно среагировали и в течение 15-и минут вызволили мужчину из под снега. Лыжник не пострадал.